# Dawukou
Der Stadtbezirk Dawukou (chinesisch 大武口区, Pinyin Dàwǔkǒu Qū) ist ein chinesischer Stadtbezirk, der zum Verwaltungsgebiet der bezirksfreien Stadt Shizuishan am Westufer des Gelben Flusses im Autonomen Gebiet Ningxia der Hui-Nationalität in der Volksrepublik China gehört. Dawukou hat eine Fläche von 1.210 km² und zählt 250.000 Einwohner. Es ist Zentrum und Sitz der Stadtregierung von Shizuishan. Der Regierungssitz ist im Straßenviertel Renminlu jiedao 人民路街道.